# Nick Searcy
Nicholas Alan "Nick" Searcy, född 7 mars 1959 i Cullowhee i North Carolina, är en amerikansk skådespelare mest känd för att porträttera karaktären Art Mullen, i FX-serien Justified. Han har utöver detta även spelat rollen som Deke Slayton, i den Tom Hanks-producerade miniserien Från jorden till månen.

## Filmografi (i urval)

### Filmer
- 1990 – Days of Thunder
- 1991 – Tidvattnets furste
- 1991 – Stekta gröna tomater på Whistle Stop Café
- 1992 – Love Field
- 1993 – McCoy
- 1993 – House of Cards
- 1993 – Jagad
- 1994 – Nell
- 2000 – Tigerland
- 2000 – Cast Away
- 2002 – One Hour Photo
- 2003 – De utvalda
- 2004 – Attentatet mot Richard Nixon
- 2006 – Flicka
- 2006 – Dead Girl
- 2007 – An American Crime
- 2007 – Timber Falls
- 2007 – The Comebacks
- 2008 – Eagle Eye
- 2009 – The Ugly Truth
- 2010 – The Last Song
- 2011 – Moneyball
- 2012 – Gone
- 2014 – Petals on the Wind (TV-film)
- 2016 – The Sweet Life
- 2016 – Greater
- 2017 – The Shape of Water
- 2017 – Three Billboards Outside Ebbing, Missouri
- 2019 – The Best of Enemies
- 2023 – The Old Way
- 2023 – Muzzle

### TV-serier
- 1992 – Lagens änglar (TV-serie)
- 1992 – Lilly Harpers dröm (TV-serie)
- 1993 – In the Heat of the Night (TV-serie)
- 1993 – Return to Lonesome Dove (TV-serie)
- 1995–1996 – American Gothic (TV-serie)
- 1996 – Nash Bridges (TV-serie)
- 1997 – Chicago Hope (TV-serie)
- 1997 – Morgondagens hjälte (TV-serie)
- 1998 – Från jorden till månen (TV-serie)
- 1998–2001 – Seven Days (TV-serie)
- 2003 – CSI: Miami (TV-serie)
- 2003 – The Guardian (TV-serie)
- 2003 – Vita huset (TV-serie)
- 2005–2006 – CSI: Crime Scene Investigation (TV-serie)
- 2007 – Army Wives (TV-serie)
- 2007 – NCIS (TV-serie)
- 2007 – Criminal Minds (TV-serie)
- 2008 – Boston Legal (TV-serie)
- 2009 – Brottskod: Försvunnen (TV-serie)
- 2010 – The Mentalist (TV-serie)
- 2010–2015 – Justified (TV-serie)
- 2013 – Archer (TV-serie)
- 2013 – NTSF:SD:SUV (TV-serie)
- 2013 – Mom (TV-serie)
- 2013–2015 – Hot in Cleveland (TV-serie)
- 2014 – Intelligence (TV-serie)
- 2014 – Hawaii Five-0 (TV-serie)
- 2015 – Key & Peele (TV-serie)
- 2016 – 11.22.63 (TV-serie)
- 2018 – Chicago Med (TV-serie)
- 2018 – Lethal Weapon (TV-serie)
- 2018 – The Ranch (TV-serie)
- 2019 – 9-1-1 (TV-serie)
- 2019 – The Hot Zone (TV-serie)
- 2024 – The Perfect Couple (TV-serie)